# Конопиньский, Лех
Лех Конопиньский (пол. Lech Konopiński; 16 марта 1931, Познань — 13 декабря 2023 года) — польский поэт, прозаик, сатирик, редактор, переводчик. Доктор экономических наук (с 1973).

## Биография
Во время Второй мировой войны вместе с семьёй жил в Варшаве. Отец погиб в ходе Варшавского восстания 1944 года, а Лех с братом и матерью был вывезен в Германию на принудительные работы. После войны вернулся в Познань.
Окончил Экономический университет в Познани. В 1973 году в лодзинском университете получил степень доктора экономических наук.
В 1955—1957 работал ассистентом в Высшей сельхозшколе в Познани.
Был журналистом, публицистом. В 1957—1960 годах — редактор сатирического еженедельника «Кактус». В 1960—1965 — редактор газеты «Gazeta Poznańska».
С 1962 — член Союза литераторов Польши и ассоциации польских журналистов.
В 1965—1973 — научный сотрудник Института волоконной промышленности в Познани. Работал директором публичной библиотеки в Сьреме.
В 1991 издавал и редактировал сатирический журнал «Pyra», затем газету «Filatelista Polski». С 2010 главный редактор культуроведческого журнала «Warta» (ISSN 20811764).
В апреле 2004 года детским жюри награждён рыцарским орденом Улыбки. В 2009 году удостоен серебряной медали «За заслуги в культуре Gloria Artis».

## Творчество
Дебют поэта-сатирика состоялся в 1954 году на страницах журнала сатиры и юмора «Шпильки» («Szpilki»).
Л. Конопиньский — автор сборников стихов и фрашек, книг для детей и юношества, телевизионных шоу. Ему принадлежат более 60 детских книг общим тиражом 4,5 млн экземпляров.
Создатель около 600 текстов песен для фильмов (Pan Samochodzik i niesamowity dwór, 1986) и варьете, который исполняли Кшиштоф Кравчик, Анна Янтар и другие известные певцы и певицы Польши. А также 50 песен для хоров и региональных капелл.

## Избранные произведения
- Akcje i reakcje
- Amoreski
- Diabelskie sztuczki
- Bajeczne historie
- Pawie oczka
- Alfabet amora
- Co pełza i hasa po polach i lasach
- Figlarne listki
- Śmieszne pretensje
- Z kwiatka na kwiatek
- Zwierzątka i zwierzęta na sześciu kontynentach
- Książę Lech i druhów trzech
- Od bieguna do bieguna
- Przez dżungle i pustynie
- Skrzydełka Erosa
- Konopiński dzieciom
- Tutaj hasa nasza klasa
- Tak się kręci świat zwierzęcy
- Oczarowani limerykami

Переводит с немецкого. Автор 20 научных работ.

## Некоторые афоризмы Леха Конопиньского
Ему принадлежат многие афоризмы.
- Хорошо бы устроить пункты коллективного питания надежды.
- Людоеды питаются почти исключительно каннибалами.
- Влюбленные плохо выносят одиночество. Нелюбимые — ещё хуже.
- Молчание — золото, за которое покупается чужое молчание.
- Из лучших любовниц выходят самые плохие жены. Но самые плохие жены, увы, никогда не бывают лучшими любовницами.